# Sophie Bellon
Sophie Bellon (* 19. August 1961 in Paris)  ist eine französische Unternehmerin.

## Werdegang
Bellon ist die Tochter von Danielle und Pierre Bellon. Sie hat noch drei weitere Geschwister. Nach ihrem Diplom an der EDHEC Business School 1983 folgte ein neunjähriger Aufenthalt in den Vereinigten Staaten in Filialen des Crédit Lyonnais in New York City, später in der Modebranche. Im Jahre 1994 kehrte sie nach Paris zurück, um in der Firma ihres Vaters Sodexo zu arbeiten. Dort durchlief sie unterschiedlichste Positionen. bevor sie 2013 stellvertretende Aufsichtsratsvorsitzende und 2016 Aufsichtsratsvorsitzende von Sodexo wurde.
Bellon ist geschieden und Mutter von vier Kindern.

## Sonstige Positionen
- Mitglied im Aufsichtsrat von L’Oréal, 2015[4]

## Auszeichnungen
- Chevalier der Ehrenlegion, 2015[5]